# Docalidia paraserra
Docalidia paraserra är en insektsart som beskrevs av Nielson 1990. Docalidia paraserra ingår i släktet Docalidia och familjen dvärgstritar. Inga underarter finns listade i Catalogue of Life.